# هوبرت سلبی جونیور: فردا بهتر خواهد شد
هوبرت سلبی جونیور: فردا بهتر خواهد شد (انگلیسی: Hubert Selby Jr. : It/ll Be Better Tomorrow) یک فیلم مستند به کارگردانی مایکل دبلیو. دین است که در سال ۲۰۰۵ منتشر شد. این فیلم دربارهٔ هوبرت سلبی جونیور، نویسنده آمریکایی است.
عنوان این فیلم (فردا بهتر خواهد شد) از رمان Selby برگرفته شده‌است.

## بازیگران
- هوبرت سلبی جونیور
- دارن آرونوفسکی
- آلکسیس آرکت
- الن برستین
- رابرت داونی جونیور
- اولی ادل
- سوزان آنتون